# Jaroslav Balcar
Jaroslav Balcar (27. března 1953 Vrchlabí – 4. května 2015) byl český skokan na lyžích, reprezentant Československa. Jeho bratr Jindřich Balcar byl také lyžařský reprezentant.

## Sportovní kariéra
Zúčastnil se olympijských her v Innsbrucku roku 1976, v závodě na středním můstku skončil čtvrtý, na velkém můstku 14.Ve stejném roce získal titul mistra republiky na velkém můstku a byl vyhlášen Králem bílé stopy 1976.